# Bizancio después de Bizancio
Bizancio después de Bizancio (en francés: Byzance après Byzance, en rumano: Bizanţ după Bizanţ) es un libro publicado en 1935 y escrito por el historiador rumano Nicolae Iorga, que dio nombre a un movimiento cultural a nivel nacional. Se refiere a la influencia bizantina imperial en el desarrollo político, social, cultural e intelectual de los principados de Valaquia y Moldavia. El libro trata sobre el impacto de la caída del Imperio bizantino en la civilización europea, el legado y la continuidad de las instituciones y la cultura bizantina.
Según Horia-Cristian, «Iorga afirmaba que Bizancio no desapareció por completo en 1453, [...] sino que siguió una época a la que él llamó Byzance après Byzance, de creación espiritual bizantina y de continuación de la idea imperial por los vaivodas
rumanos de Moldavia [...] y Valaquia [...]». La expresión «Bizancio después de Bizancio» se convirtió en un concepto que según Miguel Cortés Arrese, se refiere a «la irradiación y pervivencia de la cultura ortodoxa en el espacio de los Balcanes de la época otomana y en Rusia», además algunos autores también lo aplican al destino que sufrió el cristianismo bajo el mandato otomano y a su supervivencia en estas regiones.